# V404 Cygni
V404 Cygni es un microcuásar y un sistema estelar binario de rayos X que está formado por un pequeño agujero negro con una masa de aproximadamente 12 ± 3 masas solares y una estrella de clase K que orbita a su alrededor, con una masa un poco menor que la del Sol ubicado en la constelación de Cygnus. El sistema tiene un periodo orbital de ±6.47129 días a una distancia de aproximadamente 8000 años luz. Debido a su proximidad y a la intensa gravedad del agujero negro, la estrella compañera va perdiendo masa que forma un disco de acreción alrededor del agujero negro. La masa de este disco va a parar al mismo agujero negro. La "V" en el nombre indica que es una estrella variable, que con el tiempo se vuelve más brillante y después más débil. Se le considera a la vez nova, porque al menos en tres ocasiones durante el siglo XX produjo brillantes explosiones de energía. En ocasiones también ha sido calificada como una fuente transitoria de rayos X blandos porque periódicamente emite rachas cortas de rayos X.
En 2009, se convirtió en el primer agujero negro en ser medido con paralaje preciso debido a su distancia desde el sistema solar. Observado por Interferometría de muy larga base calculado desde el observatorio compuesto por 10 radiotelescopios Very Long Baseline Array, la distancia es de 2,39 ± 0,14 kiloparsecs, o (7,80 ± 0,46) ×  10 × 103 años luz.

## Descubrimiento
El 22 de mayo de 1989 el equipo japonés que manejaba el satélite ASTRO-C (Ginga = galaxia en japonés) descubrió una nueva fuente de rayos X que fue catalogada como GS 2023+338. Posteriormente se identificó esta fuente como que coincidía en posición con una nova que estaba catalogada como V404 Cygni.

## Explosión en el año 2015

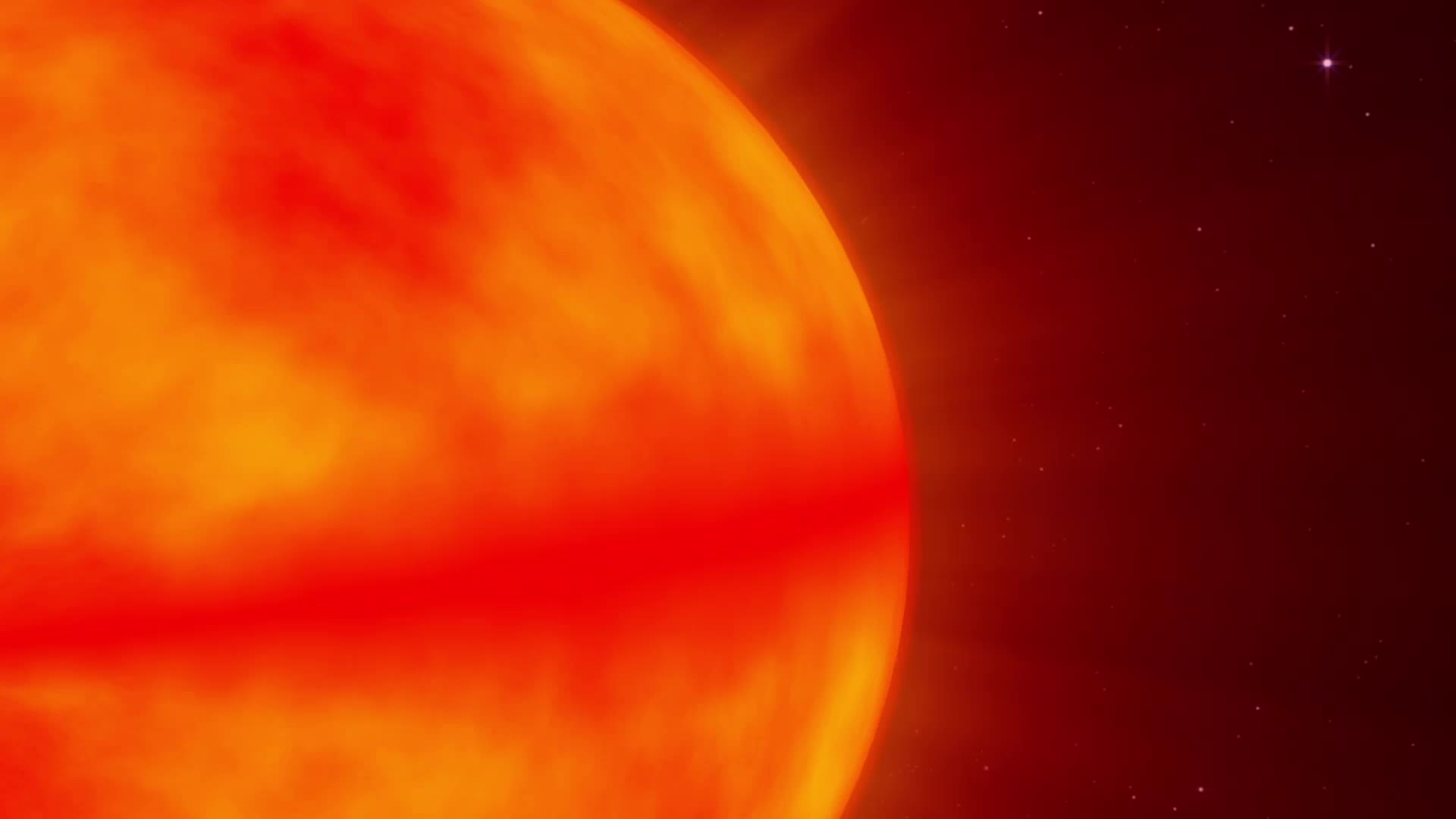
Extrañas explosiones de rayos X de un agujero negro de masa estelar en el sistema binario V404 Cygni.

El 15 de junio de 2015, el satélite Swift de la NASA detectó los primeros signos de actividad nuevamente. Se inició una campaña mundial de observación y el 17 de junio, el observatorio INTEGRAL de rayos gamma de la Agencia Espacial Europea comenzó a hacer un seguimiento del estallido. El observatorio detectó "repetidos destellos brillantes de luz en escalas de tiempo más corto de una hora, algo pocas veces visto en otros sistemas de agujero negro, siendo durante estos destellos, el objeto más brillante del cielo de rayos X, hasta cincuenta veces más brillante que la nebulosa del Cangrejo" según palabras de Erik Kuulkers, científico del proyecto INTEGRAL de la ESA. Este estallido es el primero que se produce desde el año 1989. Hubo otros estallidos que ocurrieron en 1938 y 1956, probablemente causados por el material amontonado en el disco de acreción hasta que se alcanza un punto de inflexión. El estallido fue un suceso inusual porque se pensaba que estos procesos físicos fotométricos dentro del disco de acreción no eran detectables por pequeños telescopios; siempre se creyó que podrían ser detectados por telescopios cuyos componentes estaban preparados para detectar rayos X únicamente desde el espacio. Un análisis detallado de los datos INTEGRAL reveló la existencia del denominado plasma par cerca del agujero negro. Este plasma está formado por de electrones y su contraparte de antimateria, los positrones.